# Ommatius tumulatus
Ommatius tumulatus är en tvåvingeart som beskrevs av H. Oldroyd 1960. Ommatius tumulatus ingår i släktet Ommatius och familjen rovflugor. Inga underarter finns listade i Catalogue of Life.